# Galatasaray Spor Kulübü 2023-2024 (pallavolo femminile)
Questa voce raccoglie le informazioni riguardanti il Galatasaray Spor Kulübü nelle competizioni ufficiali della stagione 2023-2024.

## Stagione
Il Galatasaray Spor Kulübü utilizza la denominazione sponsorizzata Galatasaray Daikin nella stagione 2023-24.
Ottiene un sesto posto nella regular season di Sultanlar Ligi, che vale l'accesso ai play-off per il quinto posto: dopo aver superato il Nilüfer in semifinale, perde la finale per il quinto posto contro il Kuzeyboru. In Coppa di Turchia, invece, non supera la fase a gironi.
In ambito europeo si aggiudica la BVA Cup, accedendo quindi alla Challenge Cup, dove si spinge fino agli ottavi di finale, dove viene eliminato al golden set dalle tedesche del Wiesbaden.

## Organigramma societario
Area direttiva
- Presidente: Dursun Özbek

Area tecnica
- Allenatore: Guillermo Naranjo
- Allenatore in seconda: Ismail Akdogan, Ioannis Paraschidis
- Assistente allenatore: Emre Türkileri
- Scoutman: Uğur Şimşek

## Rosa
| N° | Nome                 | Ruolo | Data di nascita   | Nazionalità sportiva |
| -- | -------------------- | ----- | ----------------- | -------------------- |
| 1  | Selen Ursavaş        | L     | 15 aprile 2000    | Turchia              |
| 2  | İlkin Aydın          | S     | 5 gennaio 2000    | Turchia              |
| 3  | Kanami Tashiro       | P     | 25 marzo 1991     | Giappone             |
| 6  | Sude Hacımustafaoğlu | S     | 25 marzo 2002     | Turchia              |
| 7  | Fatma Beyaz          | C     | 16 aprile 1995    | Turchia              |
| 8  | Elif Ericek          | S     | 16 dicembre 2002  | Turchia              |
| 9  | Emine Arıcı          | C     | 17 gennaio 1997   | Turchia              |
| 10 | Ayçin Akyol          | C     | 15 giugno 1999    | Turchia              |
| 11 | Melisa Sazalan       | S     | 29 settembre 2006 | Turchia              |
| 12 | Bihter Dumanoğlu     | L     | 3 febbraio 1995   | Turchia              |
| 14 | Özge Arslanalp       | P     | 28 gennaio 2004   | Turchia              |
| 17 | Yağmur Karaoğlu      | O     | 21 agosto 2001    | Turchia              |
| 18 | Duygu Düzceler       | P     | 6 aprile 1990     | Turchia              |
| 20 | Danielle Cuttino     | O     | 22 giugno 1996    | Stati Uniti          |
| 21 | Polina Šemanova      | S     | 21 gennaio 2001   | Russia               |
| 22 | Heather Gneiting     | C     | 12 maggio 2000    | Stati Uniti          |
| 24 | Katarina Lazović     | S     | 12 settembre 1999 | Serbia               |
| 33 | Logan Eggleston      | S     | 13 novembre 2000  | Stati Uniti          |
| 77 | Arzum Tezcan         | P     | 6 aprile 1998     | Turchia              |

## Statistiche

### Statistiche di squadra
| Competizione     | Punti | In casa | In casa | In casa | In trasferta | In trasferta | In trasferta | Totale | Totale | Totale |
| Competizione     | Punti | G       | V       | P       | G            | V            | P            | G      | V      | P      |
| ---------------- | ----- | ------- | ------- | ------- | ------------ | ------------ | ------------ | ------ | ------ | ------ |
| Sultanlar Ligi   | 40    | 15      | 9       | 6       | 16           | 9            | 7            | 31     | 18     | 13     |
| Coppa di Turchia | 2     | 0       | 0       | 0       | 0            | 0            | 0            | 2      | 1      | 1      |
| Challenge Cup    | -     | 3       | 2       | 1       | 3            | 3            | 0            | 6      | 5      | 1      |
| BVA Cup          | 9     | -       | -       | -       | -            | -            | -            | 3      | 3      | 0      |
| Totale           | -     | 18      | 11      | 7       | 19           | 12           | 7            | 42     | 27     | 15     |

G = partite giocate; V = partite vinte; P = partite perse

### Statistiche dei giocatori
| Giocatrice         | Campionato | Campionato | Campionato | Campionato | Campionato | Coppa di Turchia | Coppa di Turchia | Coppa di Turchia | Coppa di Turchia | Coppa di Turchia | Challenge Cup | Challenge Cup | Challenge Cup | Challenge Cup | Challenge Cup | BVA Cup | BVA Cup | BVA Cup | BVA Cup | BVA Cup | Totale | Totale | Totale | Totale | Totale |
| Giocatrice         | P          | PT         | AV         | MV         | BV         | P                | PT               | AV               | MV               | BV               | P             | PT            | AV            | MV            | BV            | P       | PT      | AV      | MV      | BV      | P      | PT     | AV     | MV     | BV     |
| ------------------ | ---------- | ---------- | ---------- | ---------- | ---------- | ---------------- | ---------------- | ---------------- | ---------------- | ---------------- | ------------- | ------------- | ------------- | ------------- | ------------- | ------- | ------- | ------- | ------- | ------- | ------ | ------ | ------ | ------ | ------ |
| A. Akyol           | 21         | 158        | 90         | 41         | 27         | 2                | 24               | 13               | 9                | 2                | 6             | 54            | 34            | 16            | 4             | 3       | 28      | 15      | 10      | 3       | 32     | 264    | 152    | 76     | 36     |
| E. Arıcı           | 18         | 122        | 74         | 35         | 13         | 2                | 11               | 4                | 5                | 2                | 2             | 3             | 0             | 1             | 2             | 2       | 11      | 6       | 2       | 3       | 24     | 147    | 84     | 43     | 20     |
| Ö. Arslanalp       | 0          | 0          | 0          | 0          | 0          | 0                | 0                | 0                | 0                | 0                | 0             | 0             | 0             | 0             | 0             | -       | -       | -       | -       | -       | 0      | 0      | 0      | 0      | 0      |
| İ. Aydın           | 31         | 460        | 394        | 30         | 36         | 2                | 21               | 19               | 1                | 1                | 6             | 90            | 74            | 11            | 5             | -       | -       | -       | -       | -       | 39     | 571    | 487    | 42     | 42     |
| F. Beyaz           | 17         | 62         | 26         | 24         | 12         | 0                | 0                | 0                | 0                | 0                | 2             | 3             | 1             | 0             | 2             | 0       | 0       | 0       | 0       | 0       | 19     | 65     | 27     | 24     | 14     |
| D. Cuttino         | 30         | 407        | 362        | 31         | 14         | 2                | 24               | 21               | 2                | 1                | 6             | 94            | 81            | 9             | 4             | 2       | 29      | 24      | 5       | 0       | 40     | 554    | 488    | 47     | 19     |
| B. Dumanoğlu       | 31         | 0          | 0          | 0          | 0          | 2                | 0                | 0                | 0                | 0                | 6             | 0             | 0             | 0             | 0             | 3       | 0       | 0       | 0       | 0       | 42     | 0      | 0      | 0      | 0      |
| D. Düzceler        | 25         | 6          | 2          | 1          | 3          | 2                | 0                | 0                | 0                | 0                | 4             | 3             | 0             | 0             | 3             | 1       | 5       | 1       | 0       | 4       | 32     | 14     | 3      | 1      | 10     |
| L. Eggleston       | 30         | 484        | 422        | 33         | 29         | 2                | 23               | 20               | 1                | 2                | 6             | 93            | 85            | 2             | 6             | 3       | 45      | 37      | 6       | 2       | 41     | 645    | 564    | 42     | 39     |
| E. Ericek          | 0          | 0          | 0          | 0          | 0          | 0                | 0                | 0                | 0                | 0                | 0             | 0             | 0             | 0             | 0             | 0       | 0       | 0       | 0       | 0       | 0      | 0      | 0      | 0      | 0      |
| H. Gneiting        | 12         | 51         | 31         | 18         | 3          | 2                | 3                | 3                | 0                | 0                | 6             | 39            | 21            | 11            | 8             | 2       | 13      | 7       | 3       | 3       | 22     | 106    | 62     | 32     | 14     |
| S. Hacımustafaoğlu | 30         | 91         | 66         | 6          | 19         | 2                | 6                | 5                | 0                | 1                | 5             | 18            | 10            | 2             | 6             | 3       | 27      | 22      | 3       | 2       | 40     | 142    | 103    | 11     | 28     |
| Y. Karaoğlu        | 7          | 3          | 3          | 0          | 0          | 1                | 0                | 0                | 0                | 0                | 5             | 9             | 8             | 1             | 0             | 2       | 11      | 10      | 1       | 0       | 15     | 23     | 21     | 2      | 0      |
| K. Lazović         | 12         | 101        | 86         | 8          | 7          | -                | -                | -                | -                | -                | -             | -             | -             | -             | -             | -       | -       | -       | -       | -       | 12     | 101    | 86     | 8      | 7      |
| M. Sazalan         | 0          | 0          | 0          | 0          | 0          | 0                | 0                | 0                | 0                | 0                | 0             | 0             | 0             | 0             | 0             | 1       | 0       | 0       | 0       | 0       | 1      | 0      | 0      | 0      | 0      |
| P. Šemanova        | 3          | 3          | 3          | 0          | 0          | -                | -                | -                | -                | -                | -             | -             | -             | -             | -             | -       | -       | -       | -       | -       | 3      | 3      | 3      | 0      | 0      |
| K. Tashiro         | 31         | 48         | 14         | 17         | 17         | 2                | 3                | 2                | 0                | 1                | 6             | 8             | 3             | 1             | 4             | 3       | 9       | 1       | 3       | 5       | 42     | 68     | 20     | 21     | 27     |
| A. Tezcan          | 2          | 0          | 0          | 0          | 0          | -                | -                | -                | -                | -                | -             | -             | -             | -             | -             | -       | -       | -       | -       | -       | 2      | 0      | 0      | 0      | 0      |
| S. Ursavaş         | 11         | 0          | 0          | 0          | 0          | 0                | 0                | 0                | 0                | 0                | 2             | 0             | 0             | 0             | 0             | 0       | 0       | 0       | 0       | 0       | 13     | 0      | 0      | 0      | 0      |

P = presenze; PT = punti totali; AV = attacchi vincenti; MV = muri vincenti; BV = battute vincenti